# 비오코알렌갈라고
비오코알렌갈라고(Sciurocheirus alleni)는 갈라고과에 속하는 영장류의 일종이다. 비오코알렌부시베이비 또는 비오코다람쥐갈라고로도 불린다. 카메룬과 나이지리아, 적도 기니의 비오코섬에서 발견된다. 자연 서식지는 아열대 또는 열대 기후 지역의 건조한 숲이다. 국제자연보전연맹은 비오코알렌갈라고를    준위협종으로 분류하고 있다.

## 분류학
1838년 워터하우스가 갈라고속의 Galago alleni로 처음 기술했고, 1863년 그레이가 별도의 속 다람쥐갈라고속으로 다시 분류했다. 이후 1973년 아이젠트라우트와 1989년 그로브스가 이 종을 알레니(alleni)와 카메로넨시스(cameronensis)와 가보넨시스(gabonensis)의 세 아종으로 나누었다. 이후 2001년 그로브스가 세 아종을 종으로 승격했고 2005년 그로브스와 2013년 네카리스가 그 뒤를 따랐다.

## 특징

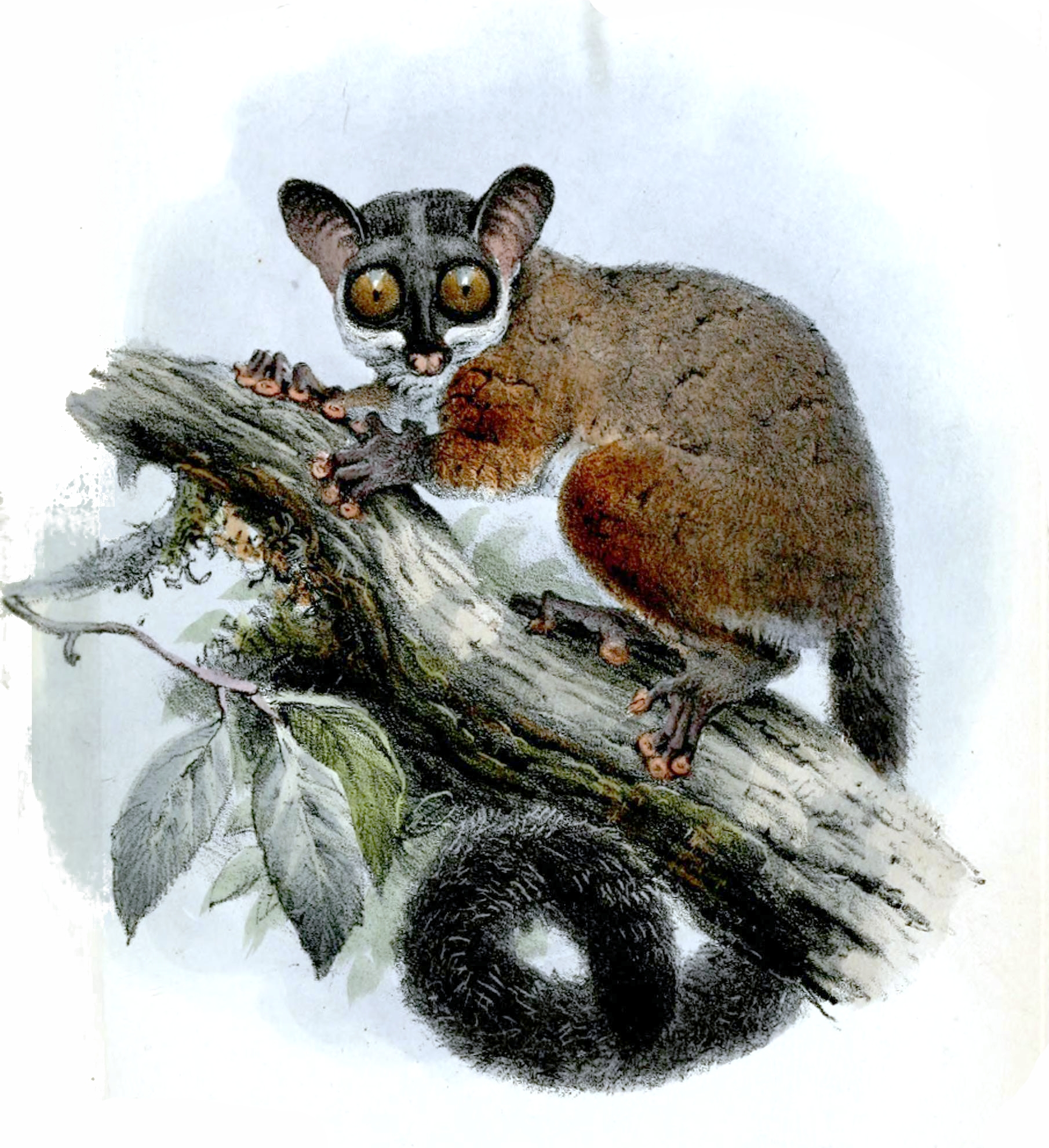
비오코알렌갈라고(Galago alleni), 1863년

비오코알렌갈라고는 머리부터 몸통까지 몸길이가 20~28cm이고 꼬리 길이는 23~30cm이며 몸무게는 300~410g아다.

## 참고 문헌
- Pimley, Elizabeth R.; Bearder, Simon K.; Dixson, Alan F. (2005). “Home range analysis of Perodicticus potto edwardsi and Sciurocheirus cameronensis”. 《International Journal of Primatology》 26: 191–206. doi:10.1007/s10764-005-0730-1. S2CID 39193956.
- Bearder, Simon K.; Ambrose, Lesley; Harcourt, Caroline; Honess, Paul; Perkin, Andrew; Pimley, Elizabeth; Pullen, Samantha; Svoboda, Nadine (2003). “Species-typical patterns of infant contact, sleeping site use and social cohesion among nocturnal primates in Africa”. 《Folia Primatologica》 74 (5–6): 337–354. doi:10.1159/000073318. PMID 14605477. S2CID 25314709.